# Спарре, Карл
Барон Карл Спарре (швед. Carl Sparre, полное имя Carl Fredriksson Sparre; 1723—1791) — шведский военный и государственный деятель, губернатор и генерал-майор.

## Биография
Родился 6 декабря 1723 года в Стокгольме. Был сыном Фредрика Хенрика Спарре и его жены Вирджинии Кристины Лиллиехок (Virginia Christina Lilliehöök); сводный брат канцлера графа Фредрика Спарре.
Карл Спарре уже был близким другом Карла Густава Тессина и сопровождал его в 1739 году во время работы Тессина в посольстве во Франции. Незадолго до своего отъезда он стал добровольцем в лейб-гвардии, а во Франции стал капитаном пехотного полка, который впоследствии стал называться Королевский шведский полк. В 1741 году Спарре был отозван в Швецию для участия в Русско-шведской войне 1741—1743 годов; служил адъютантом у Карла Эмиля Левенгаупта и позже во время Аландской экспедиции — в качестве старшего адъютанта у Готтарда фон Вюртенберга. После войны он получил звание капитана-лейтенанта, вскоре продолжил службу всадником в Южно-Сконском кавалерийском полку, после чего стал добровольцем на прусской службе и участвовал во Второй силезской войне. Принимал участие в битвах при  Soor и Kesseldorf. 
При возвращении в 1748 году домой  Спарре был назначен майором Эльвсборгского полка и в начале Померанской войны он был уже полковником. Во время этой войны занимал пост заместителя начальника и главнокомандующего войсками, а после заключения мира Карлу Спарре было поручено вернуть шведские войска в Швецию. Вскоре после войны он стал полковником Ямтландского полка, а в 1763 году — губернатором провинции Österbottens. Затем стал губернатором провинции Евлеборг, окончательно перейдя на государственную службу.
Спарре стал членом партии «шляп». В 1773 году король Густав III присвоил ему звание генерал-майора и назначил  överståthållare в Стокгольме. С 1775 года Карл Спарре являлся членом Национального совета до его роспуска в 1789 году. Он был умелым управленцем, значительно развив в Евлеборге сельскохозяйственное производство. Был удостоен в эти годы ордена Серафимов (рыцарь) и ордена Меча
Спарре был избран в 1774 году Королевской шведской академии наук (член № 202). Во время итальянского путешествия Густава III, Спарре был назначен спутником короля. Когда Густав III во Флоренции посетил Карла Эдварда Стюарта, Спарре влюбился в жену Стюарта — Луизу Штольберг-Гедернскую, но король смог предотвратить их отношения.
8 мая 1790 года Спарре сделали операцию на желчном пузыре, где у него были камни. 18 мая ему сделали повторную операцию, и он пошел на поправку. Но в декабре Спарре снова заболел, и умер через полгода — 28 июня 1791 года в Стокгольме. Был похоронен в Риддархольменской церкви.
Карл Спарре был женат на Ульрике Стрёмфельт.